# 사이로스
사이로스(Saeros)
는 J.R.R. 톨킨의 세계관의 등장인물이다. 도리아스의 난도르 요정이며, 후린 살리온의 아들 투린 투람바르와 냉소적인 관계였다.
신다르 대왕 싱골이 베렌과 관련해 인간의 희생을 보고 그와 같은 인간 투린과 그의 가족에게 호의를 가지게 되어 왕국에서 살게 하였는데, 이를 크게 못마땅하게 여긴 사이로스가 여러 번 투린에게 모욕을 하곤 했다.
이것이 심해져 어느 날 투린이 북쪽의 오크를 상대하다 잠시 도리아스에 들른 동안 심한 다툼이 생겼고 다툰 사이로스가 다음날 기습하기까지 했는데 역으로 화난 투린은 그를 제압한 뒤 발가벗기고 달아나는 속도가 느리면 뒤에서 찌르겠다는 협박을 하고 만다.
이에 달아나던 중 절벽에서 떨어져 그 아래 물가의 돌에 부딪혀 죽게 된다.